# Линдаль, Марита
Марита Линдаль (фин. Marita Lindahl; 17 октября 1938 — 21 марта 2017) — победительница конкурса красоты «Мисс Мира 1957», на котором представляла Финляндию. Она первая представительница своей страны, выигравшая этот титул.

## Биография
Участвовала в конкурсе «Мисс Европа» 1957 года, прошедшем в Баден-Бадене, на котором заняла второе место. Эксперты говорят, что если бы члены жюри видели у Линдаль улыбку на губах, то она бы победила. После она участвовала в конкурсе «Мисс Мира 1957». Конкурс прошел в Лондоне, Великобритания. Эрик Морли описал Линдаль как вторую Грету Гарбо. Первой вице-мисс стала Лилиан Мадсен из Дании, второй вице-мисс — Адель Крюгер из ЮАР и третьей вице-мисс — Жаклин Тапиа из Туниса.
После конкурса «Мисс Мира» путешествовала по всему миру и работала в журнале Vogue. Ей предлагали роли в кино итальянские режиссёры Федерико Феллини и Лукино Висконти. Однако Линдаль сочла, что недостаточно талантлива для карьеры актрисы, и это было бы пустой тратой времени. В 1970 году Линдаль познакомилась с Мартти Кирстеном (фин. Martti Kirstiehen), менеджером по профессии, и они поженились в том же году. В следующем году у них родился сын Мартин, и они всей семьёй переехали в Англию, где Кирстен работал в рекламном бизнесе. С тех пор они жили в Оксфорде.